# Episodi di Poirot (quarta stagione)
La quarta stagione di Poirot è composta da 3 episodi della durata di 103 minuti.
| nº | Titolo originale         | Titolo italiano    | Prima TV Inghilterra | Prima TV Italia |
| -- | ------------------------ | ------------------ | -------------------- | --------------- |
| 1  | The ABC Murders          | La serie infernale | 5 gennaio 1992       | 1993            |
| 2  | Death in the Clouds      | Delitto in cielo   | 12 gennaio 1992      | 1993            |
| 3  | One, Two, Buckle my Shoe | Poirot non sbaglia | 19 gennaio 1992      | 1993            |

## La serie infernale
- Titolo italiano alternativo: L'alfabeto del delitto
- Titolo originale: The ABC Murders
- Diretto da: Andrew Grieve
- Scritto da: Clive Exton

### Trama
Hercule Poirot vive nell'ozio più totale. Ma questo suo meritato riposo è rovinato da una strana lettera, in cui gli viene lanciata una sfida: un assassinio avverrà un determinato giorno in una determinata città. Firmato ABC. E proprio quel giorno, ad Andover, viene uccisa la signora Ascher, e sulla scena del delitto viene trovato un "ABC", il libro inglese contenente gli orari ferroviari. Il nostro Poirot intuisce subito che l'omicidio è avvenuto in un luogo il cui nome inizia per A, e il cognome della persona uccisa inizia sempre per A. Quando riceve una seconda lettera, prevede che l'omicidio avverrà in un luogo il cui nome inizia per B. Ed è ciò che accade, anche per la terza vittima con la lettera C. Da qui, partirà una caccia spietata all'assassino, con l'aiuto degli amici di sempre: il capitano Hastings e l'Ispettore Japp. E come Poirot ci ha abituati, tutto andrà per il meglio.
- Cast: David Suchet (Hercule Poirot), Hugh Fraser (Arthur Hastings), Philip Jackson (Ispettore Japp), Donald Sumpter (Alexander Bonaparte Cust, venditore porta-a-porta), Donald Douglas (Franklin Clarke, 3ª vittima), Nicholas Farrell (Donald Fraser), Pippa Guard (Megan Barnard, 2ª vittima), Cathryn Bradshaw (Mary Drower, giovane infermiera), Nina Marc (Thora Grey), David McAlister (Ispettore Glen), Vivienne Burgess (Lady Clarke, moglie di Sir Clarke, una donna malata), Michael Mellinger (Franz Ascher, ubriacone di origini tedesche, marito della prima vittima), John Breslin (Mr. Barnard).
- Romanzo originale: La serie infernale

## Delitto in cielo
- Titolo originale: Death in the Clouds o Death in the Air
- Diretto da: Stephen Whittaker
- Scritto da: William Humble

### Trama
Su di un aereo in volo da Parigi a Londra, uno dei passeggeri viene ucciso da un dardo avvelenato mentre Poirot dorme.
- Romanzo originale: Delitto in cielo

## Poirot non sbaglia
- Titolo originale: One, Two, Buckle my Shoe o The Patriotic Murders o An Overdose of Death
- Diretto da: Ross Devenish
- Scritto da: Clive Exton

### Trama
Poirot crede che il suo dentista, il dottor Morley, sia stato assassinato, nonostante l'ispettore Japp sia convinto che si tratti di suicidio. Trovare il colpevole non sembra facile, soprattutto cercando tra la clientela del dottor Morley: un ricco greco, un bancario, un giovane americano e una signora trasandata. Come sempre, Poirot, seguito dall'Ispettore Japp, riuscirà a fare luce nel mistero, e consegnare così il colpevole alla polizia.
- Cast: David Suchet (Hercule Poirot), Philip Jackson (Ispettore Japp), Peter Blythe (Alistair Blunt), Carolyn Colquhoun (Mabelle Sainsbury-Seale), Christopher Eccleston (Frank Carter), Karen Gledhill (Gladys Neville), Laurence Harrington (Dottor Morley), Sara Stewart (Jane Olivera), Helen Horton (Julia Olivera), Kevork Malikyan (Amberiotis), Joe Greco (Alfred Biggs).
- Romanzo originale: Poirot non sbaglia